# Gustav Adolfs kyrka, Helsingborg

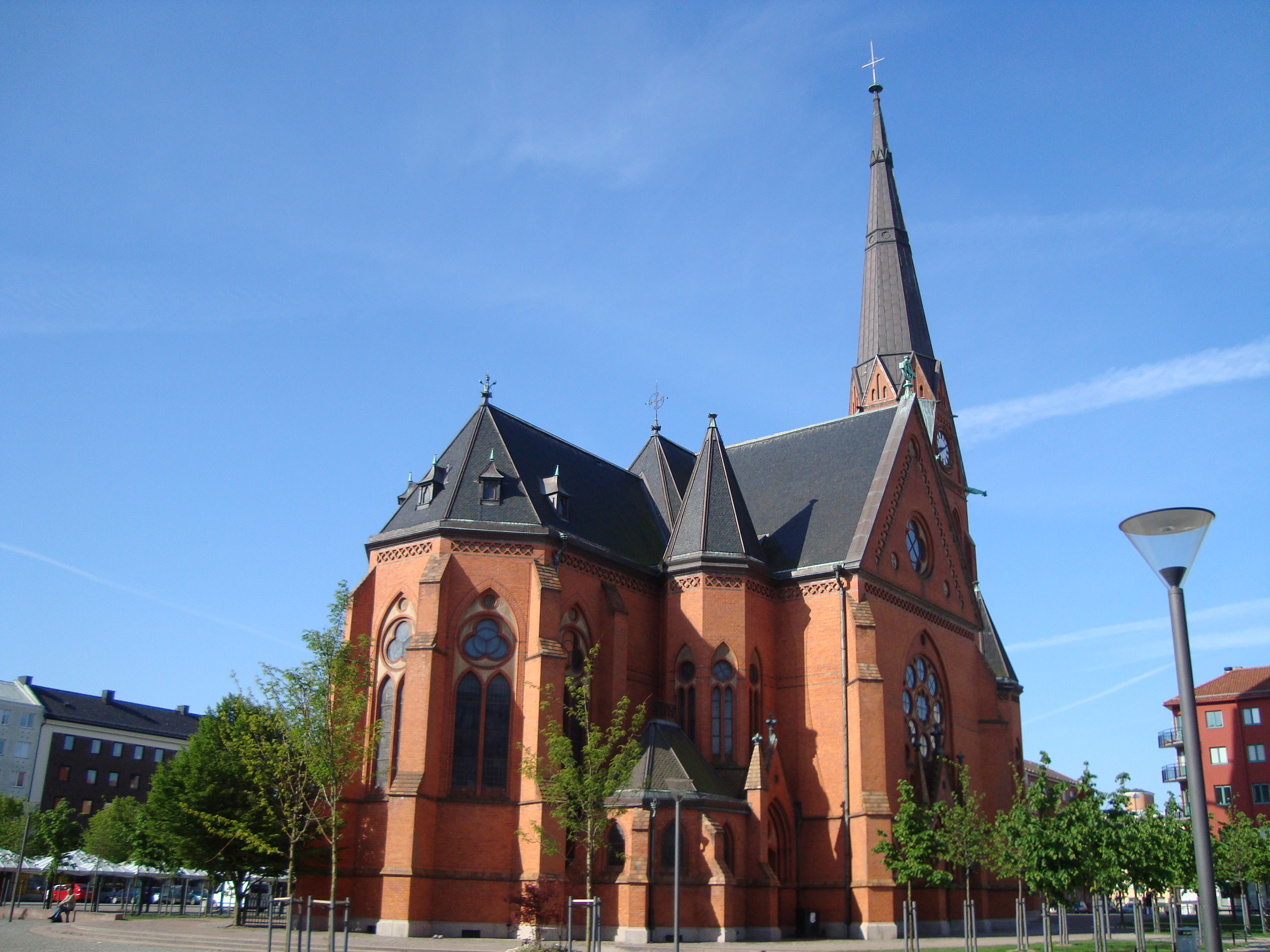
Kyrkan sedd från nordost.

Gustav Adolfs kyrka är en kyrkobyggnad i Helsingborg. Den är församlingskyrka i Gustav Adolfs församling i Lunds stift. Kyrkan ligger centralt placerad i stadsdelen, omgiven av en stor mängd affärer och en omfattande daglig torghandel. 

## Historik
Vid slutet av 1800-talet hade den nya stadsdelen Söder vuxit sig lika stor som den gamla stadskärnan och behovet av en ny kyrka var stort. Redan i ett stadsplaneförslag av lantmätaren Georg Gustafsson från 1874 hade en tomt vigts för en ny kyrka på samma plats som den nuvarande. Detta förslag möttes dock av stor kritik, eftersom det i övrigt inte tog hänsyn till existerande bebyggelse. En ny stadsplan utarbetades av stadsingenjör Robert Söderqvist år 1876 och i detta förslag hade kyrkan förlagts längre åt sydost, vid nuvarande Furutorpsplatsen. Helsingborgs stadsförsamling genomförde en insamling för att få ihop pengar till den nya kyrkan. Dock var man inte nöjd med kyrkans placering i den beslutade stadsplanen och önskade en mer central plats. Den nybildade byggnadskommittén föreslog samma plats som Gustafsson anvisat i sin stadsplan från 1874. För att kunna uppnå detta genomfördes en ändring av stadsplanen och medan det arbetet fortgick utlyste kyrkorådet år 1889 en arkitekttävling om kyrkans utformning.
Av de sju bidrag som kom in föll valet på arkitekt Gustaf Hermanssons förslag, som 1888 vunnit en tävling för en ny kyrka i Sundsvall, även den med namnet Gustav Adolfs kyrka. På andra plats kom Alfred Hellerström, arkitekten till Helsingborgs rådhus. Kyrkan fick en traditionell orientering med torn och ingång åt väster och kor och absid åt öster, vilket innebar att dess huvudfasad vände sig bort från huvudstråket Södergatan. Bygget påbörjades 1893 med A. J. Wilson som byggmästare och kostnaden uppgick till cirka 250 000 kronor. Den 6 juni 1897 invigdes kyrkan av biskopen i Lunds stift, Wilhelm Flensburg. Vid invigningen spelade bland annat en mässingskvintett från Skånska husarregementet, som var förlagt i Helsingborg. Kyrkan döptes till Gustav Adolfs kyrka efter krigarkonungen Gustav II Adolf, som kring sekelskiftet 1900 var en populär figur att namnge objekt efter. Den uppfördes som en annexkyrka till Sankta Maria kyrka, men då Helsingborgs stadsförsamling delades i två år 1927 blev Gustav Adolfs kyrka församlingskyrka för Gustav Adolfs församling. Flera förändringar har under åren utförts i kyrkans interiör. Redan 1934 utfördes den första renoveringen. År 1962 genomfördes en renovering ledd av Klas Anshelm och då tillkom bland annat den nuvarande golvbeläggningen av klinkerplattor, samt bänkinredningen och altaret i trä. En ny orgel och orgelläktare uppfördes 1966 och 1992 genomfördes en ombyggnad av Forsberg & Wikerstål arkitektkontor AB, där altarfundament och kortrappan fick en ny utformning. Ännu en renovering utfördes 2012, där altarfundamentet från 1992 togs bort och två mindre rum byggdes till under orgelläktaren. Samtidigt tillgänglighetsanpassades koret med två ramper på vardera sida. Exteriören är dock i stort oförändrad.

## Kyrkobyggnaden

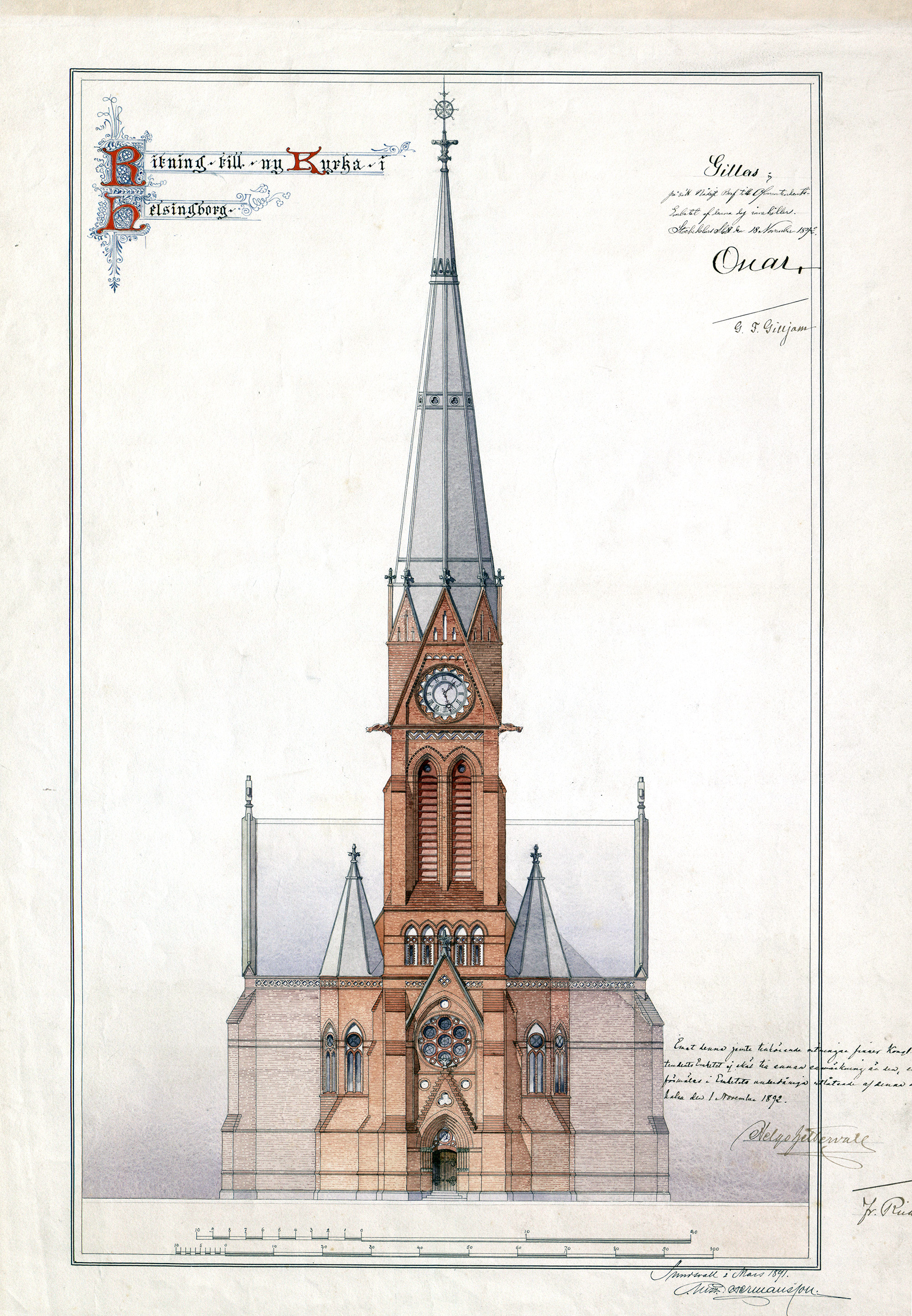
Gustaf Hermanssons förslag till ny kyrkobyggnad i Helsingborg 1891.

Kyrkan är placerad vid Gustav Adolfs torg och bildar fond till Nedre Nytorgsgatans gatuaxel. Kyrkan är utförd i nygotisk stil med fasader av huvudsakligen rött förbländertegel och vilar på en låg sockel i ljus granit. Byggnadskroppen utgörs av en enskeppig korskyrka med ett 67 meter högt, smalt torn åt väster. Tornet utgör med sin smala profil och höga spira ett landmärke i Helsingborg och pryds under spiran av ett urverk med klockor åt alla väderstreck. Tornet flankeras på bägge sidor av åttakantiga, mindre trapptorn, krönta av tornhuvar. Trapptornen återfinns även på korsarmarnas östra sida, där de tillsammans med mindre sakristior på vardera sida om absiden bildar en variationsrik östfasad. Skeppet delas vertikalt upp av strävpelare, mellan vilka spetsbågiga fönsternischer, bestående av höga fönster krönta av trepass, är placerade. I korsarmarna utgörs ljusinsläppen av rosettfönster och ovanför dessa ett fyrpass. Fasaden dekoreras av rikliga mängder profiltegel, mönstermurningar med listverk och detaljer i brunbränd klinkers. Taket är klätt i skiffer, förutom tornspiran, som är klädd i koppar.
Interiören är vitputsad, sånär som på valvens ribbor samt kolonnerna, vilka utgörs av blottat tegel, och golvet är belagt med victoriaplattor. Kyrkans altare har flyttats från koret till kyrkans korspunkt och koret har istället gjorts om till en mer intimt kapell. Fönstren är prydda av glasmålerier av både äldre och nyare modell. De äldre glasmålningarna är utförda av G. Nordblad och G. Theander. De nya och något ljusare målningarna är målade av Nils Möller och föreställer de fyra årstiderna.

## Inventarier
De tre kyrkklockorna beställdes från klockgjutare Bergholtz & Co i Stockholm. Kororgeln är från 1964 och tillverkades av P. G. Andersen från Köpenhamn, medan kistorgeln är från 1992 och är tillverkad i Nederländerna. Koret och orgelläktarräcket dekoreras av vävnader utformade av konstnären Barbro Nilsson. Korkapellets altare pryds av ett kors i glaskristall, utfört av Jan Brazda, som även utformat korets processionskors i glas. Kyrkans huvudsakliga processionskors i mässing är skapat av Stig Norlin och donerades till kyrkan 1994. Från korets valv, vid övergången till skeppet, hänger kyrkans triumfkrucifix i trä.

### Orgel
- 1897 byggdes kyrkans första 26-stämmiga orgel av Knud Olsen, Köpenhamn
- 1931 byggde Th Frobenius & Co, Lyngby, Danmark en orgel med 50 stämmor.
- Den nuvarande orgeln byggdes 1968 av Poul-Gerhard Andersens Orgelbyggeri, Köpenhamn, och är en orgel med mekanisk traktur och elektrisk registratur. Den har fria kombinationer, fasta kombinationer och registersvällare. Fasaden är samtida med orgeln.

| Ryggpositiv I  | Huvudverk II       | Svällverk III      | Pedal           | Koppel |
| Rörgedakt 8'   | Principal 8'       | Gedakt 16'         | Principal 16´   | I/P    |
| Quintadena 8'  | Spelflöjt 8'       | Principal 8'       | Subbas 16'      | II/P   |
| Principal 4'   | Oktava 4'          | Italiensk flöjt 8' | Quinta 10 2/3'  | III/P  |
| Gedaktflöjt 4' | Italiensk flöjt 4' | Gamba 8'           | Oktava 8'       | I/II   |
| Spelflöjt 2'   | Oktava 2'          | Vox humana 8'      | Gedakt 8'       | III/II |
| Ters 1 3/5'    | Sesquialtera II    | Tvärflöjt 4'       | Flöjt 4'        |        |
| Oktava 1'      | Mixtur V           | Piccolo 2'         | Nachthorn 2'    |        |
| Scharf III     | Scharf III         | Cornett III        | Sesquialtera II |        |
| Krumhorn 8'    | Dulcian 16'        | Mixtur IV          | Mixtur IV       |        |
| Tremulant      | Trumpet 8'         | Trumpet 8'         | Basun 16'       |        |
|                |                    | Oboe 8'            | Trumpet 8'      |        |
|                |                    | Clarion 4'         | Skalmeja 4'     |        |
|                |                    | Tremulant          |                 |        |
|                |                    | Crescendosvällare  |                 |        |